# Beata Bandurska
Beata Bandurska – polska kulturystka i zawodniczka bikini fitness. Zdobyła tytuły Mistrzyni Polski i wielokrotnej Mistrzyni Europy Masters w kategorii bikini fitness oraz Mistrzyni Świata Międzynarodowej Federacji Kulturystyki i Fitnessu (IBFF) w kategorii 35+.

## Początki kariery
Pasja Beaty Bandurskiej do fitnessu rozwinęła się po spotkaniu z osobami związanymi z kulturystyką, co zainspirowało ją do profesjonalnego uprawiania bikini fitness.

## Kariera zawodnicza
Bandurska startuje w kategorii bikini fitness, będącej częścią kulturystyki, która kładzie nacisk na estetykę, symetrię i prezentację. Przygotowania do zawodów obejmują trening i dostosowaną dietę. Jej rozwój w sporcie zaowocował następującymi osiągnięciami:
- Mistrzostwa Świata Międzynarodowej Federacji Kulturystyki i Fitnessu (IBFF) 2021 (Słowenia) – zwyciężyła w kategorii bikini fitness 35+ oraz zdobyła drugie miejsce w kategorii IBFF PRO Model Women[5].
- Mistrzostwa Polski 2022 – zwyciężyła w kategorii bikini fitness 35+ oraz zdobyła tytuł overall, stając się jedną z czołowych zawodniczek w Polsce[8].
- Mistrzostwa Europy Masters 2022 (Włochy) – zdobyła drugie miejsce w kategorii masters over 45 class F, oraz czwarte miejsce w kategorii bikini fitness w Rzymie[2].
- Mistrzostwa Europy Masters 2023 (Włochy) – zdobyła srebrny medal w kategorii bikini fitness w Mediolanie[3].
- Mistrzostwa Europy Masters 2024 (Włochy) – zdobyła złoty medal w kategorii bikini fitness w Mediolanie[9].
- Battle of the North 2024[10] (Dania) – zdobyła złote medale w kategoriach 45+ i 40+ w Kopenhadze[11].
- Wierzbicki Body Show 2018 (Polska) – zajęła trzecie miejsce w kategorii bikini fitness dla zawodniczek powyżej 165 cm[12] w Elblągu.
- NPC Poland IFBB Pro League – zdobyła pierwsze miejsce w kategorii 45+ i trzecie miejsce w kategorii 40+[13][4][14].

W 2025 roku zajęła trzecie miejsce w XVIII Plebiscycie Dziennika Elbląskiego na 10 Najpopularniejszych Sportowców.